# Escoles municipals antigues (Ribes de Freser)
Les Escoles municipals antigues és un antic edifici del municipi de Ribes de Freser (Ripollès) inclosa en l'Inventari del Patrimoni Arquitectònic de Catalunya.

## Descripció
El projecte constava de dues aules desenvolupades en dues plantes i les habitacions per als mestres, ocupant la meitat i meitat de la superfície de l'escola, essent separades aquestes dues parts per una escala. Tenia en compte les condicions de llum i assolellament. Les sales tenien uns 13,25 m de llarg per 8 d'ample i 5,40 m d'altura. Les habitacions dels mestres consten de rebedor, dues sales dormitoris, dues habitacions menjador, cuina i galeria, tot això amb obertura a façana. Actualment es troba mutilat per la seva adaptació en caserna de la Guàrdia Civil i per les modificacions a les cobertes.